# Jürgen Kehrer
Pour les articles homonymes, voir Kehrer.
Jürgen Kehrer, né le 21 janvier 1954 à Essen, est un écrivain allemand, auteur de romans policiers.

## Biographie
Il a écrit de nombreux romans mais il est surtout connu pour ses romans policiers mettant en scène le personnage de Georges Wilsberg, créé en 1990. 
L'auteur doit sa célébrité en Allemagne aussi à la feuilleton télévisé Wilsberg (de) en 30 épisodes de 90 minutes créée d'après le personnage éponyme, diffusée sur ZDF. 
Georg Wilsberg (interprété par Leonard Lansink) est le propriétaire d'une bouquinerie "Antquariat Wilsberg". En fait son travail comme détective privé dans la région de Münster est seulement une dangereuse activité accessoire.